# Саудијска Арабија на Светском првенству у атлетици на отвореном 2013.
Саудијска Арабија је учествовала на 14. Светском првенству у атлетици на отвореном 2013. одржаном у Москви од 10. до 18. августа. Репрезентацију Саудијске Арабије је представљало 11 такмичара који су се такмичили у пет дисциплина (три тркачке и две техничке).,
На овом првенству Саудијска Арабија није освојила ниједну медаљу. Није било нових националних али је био један лични рекорд.

## Учесници
Мушкарци:
- Абдулазиз Ладен Мохамед — 800 м
- Emad Noor — 1.500 м
- Ismail Al-Sabani — 4 х 400 м
- Јусуф Ахмед Масрахи — 4 х 400 м
- Mohamed Ali Al-Bishi — 4 х 400 м
- Mohammed Al-Salhi — 4 х 400 м
- Fahhad Mohammed Al Subaie — 4 х 400 м
- Bandar Atiyah Kaabi — 4 х 400 м
- Султан ел Хебши — Бацање кугле
- Bandar Atiyah Kaabi — Бацање диска

## Резултати

### Мушкарци
| Атлетичар | Дисциплина   | Лични рекорд | Квалификације | Квалификације | Полуфинале           | Полуфинале           | Финале                | Финале         | Детаљи |
| Атлетичар | Дисциплина   | Лични рекорд | Резултат      | Место         | Резултат             | Место                | Резултат              | Место          | Детаљи |
| --- | ------------ | ------------ | ------------- | ------------- | -------------------- | -------------------- | --------------------- | -------------- | ------ |
| Абдулазиз Ладен Мохамед | 800 м        | 1:44,10      | 1:45,94 КВ    | 2. у гр 3     | 1:44,10 КВ, ЛР       | 2. у гр 1            | 1:46,57               | 8 / 46 (49)    |        |
| Emad Noor | 1.500 м      | 3:34,19      | 3:41,68       | 9. у гр 2     | Није се квалификовао | Није се квалификовао | Није се квалификовао  | 29 / 37 (38)   |        |
| Mukhlid Al-Otaibi | 10.000 м     | 27:56,20     |               |               |                      |                      | Није стартовао        | Није стартовао |        |
| Ismail Al-Sabani Јусуф Ахмед Масрахи Mohamed Ali Al-Bishi Mohammed Al-Salhi Fahhad Mohammed Al Subaie* Bandar Atiyah Kaabi* | 4 х 400 м    | 3:02,30 НР   | 3:04,55       | 8. у гр 3     |                      |                      | Нису се квалификовали | 20 / 24        |        |
| Султан ел Хебши | Бацање кугле | 21,13 НР     | 19,22         | 9. у гр Б     | 18 / 27 (29)         |                      | Нису се квалификовали |                |        |
| Sultan Al-Dawoodi | Бацање диска | 65,08 НР     | 55,94         | 15. у гр Б    | 30 / 30              |                      | Нису се квалификовали |                |        |

- Атлетичари који су у означени звездицом били су резерва у штафети у предтакмичењу.